# Svjetsko prvenstvo u alpskom skijanju 1989.
30. svjetsko prvenstvo u alpskom skijanju održano je SAD-u od 29. siječnja do 12. veljače 1989. godine.